# Neoplatyura pullata
Neoplatyura pullata är en tvåvingeart som beskrevs av Daniel William Coquillett 1904. Neoplatyura pullata ingår i släktet Neoplatyura och familjen platthornsmyggor. Inga underarter finns listade i Catalogue of Life.